# Pogoń (czasopismo)
Pogoń – czasopismo polityczno-społeczne wydawane w Tarnowie przez o. Berarda Bulsiewicza, a następnie Józefa Pisza. Najpierw dwutygodnik (1881-1887), później tygodnik (1888-1914), przejściowo wydawane kilka razy na tydzień.

## Historia
Pierwszy numer czasopisma ukazał się 1 maja 1881 roku. Redaktorem naczelnym został Jan Karol Włodarski, a wydawcą Józef Pisz. Po odejściu Włodarskiego w 1882 roku nominalnie funkcję redaktora pełnił brat Karol Pisz, a faktycznie pismo redagowali Adam Kopyciński, Aleksander Pechnik i Karol Kaczkowski. Po wyborach w 1907 roku Pogoń stała się nieoficjalnym organem burmistrza Tarnowa Tadeusza Tertila. Po wybuchu I wojny światowej Pogoń ukazywała się codziennie jak dziennik i informowała o bieżących wydarzeniach na froncie. Po zajęciu Tarnowa przez wojska rosyjskie w 1914 pismo przestało się ukazywać.